# Etiopien
Etiopien, officielt Den Føderale Demokratiske Republik Etiopien (amharisk: የኢትዮጵያ ፌዴራላዊ ዴሞክራሲያዊ ሪፐብሊክ (tr. ye'Ityop'iya Federalawi Demokrasiyawi Ripeblik)), er et land i Afrika. Landet har fire større floder: Den Blå Nil, Omo, Awash og Wabe Shebelle. Den Blå Nil udmunder i Middelhavet, de øvrige udmunder enten i søer eller opløses i ørkensandet.
Landet blev fra antikken og frem til 1941 kaldt Abessinien, men det tidligste historiske navn er stadig Etiopien (eller Æthiopien). Etiopien har aldrig været koloniseret af europæiske stater, og Kejserriget Etiopien varede fra ca. 1270 til det blev styrtet i 1974 af den marxistiske militærjunta Derg. Kristendommen kom til landet allerede på 300-tallet, og den etiopisk-ortodokse kirke omfatter 43 % af indbyggerne. 34 % af indbyggerne er muslimer.
Med 1.104.300 km2 er Etiopien verdens 27. største land. Riftdalen løber fra sydvest til nordøst gennem landet, og deler dette i to højere bjergplateauer.
I alt findes der mere end 90 etniske grupper i Etiopien, hvoraf syv omfatter mere end én million mennesker. Traditionelt har amharer og tigreanere været de statsbærende og landejende folkegrupper i Etiopien. Efter afslutningen af den etiopiske borgerkrig i 1991 har EPRDF-koalitionen udviklet en statsform, som bygger på etnisk baserede regioner og politiske partier. Menneskerettighedssituationen i landet regnes som bekymrende.
Etiopien er et af verdens fattigste og mindst udviklede lande, og på FN's liste over lande efter HDI var landet nr. 157 af 169 i 2011. Ifølge tal fra FN lever 44 % af indbyggerne under national fattigdomsgrænse, 41 % er underernærede og 39 % lever i ekstrem fattigdom. Direkte tørkekatastrofer er imidlertid sjældne og har været knyttede til politisk uro i 1974 og 1984. Den etiopiske borgerkrig 1974–1991 og krigen med Eritrea 1998–2000 har også præget landet. De sociale skel er beskedne i Etiopien med en Gini-koefficient på 0,30.

## Etymologi
Navnet Etiopien betyder "De sortes land", og er dannet af de to græske ord aithos ("brændt") og ops ("ansigt"), det vil sige "(mennesker med) ansigter (sort)brændt (af sol)". Navnet Etiopien skrives med ge'ez-skrift ኢትዮጵያ, det officielle Den føderale demokratiske republik Etiopien skrives የኢትዮጵያ ፌዴራላዊ ዲሞክራሲያዊ ሪፐብሊክ.
Navnet Aethiopia (Αἰθιοπία) forekommer to gange i Iliaden og tre gange i Odysseen. Den græske historiker Herodot bruger det specifikt om alt land syd for Egypten og med det både det nuværende Sudan og Etiopien. Den ældste kendte brug af navnet Ityopya inden for regionen er fra 300-tallet, på indskrifter i sten efter kong Ezana af Kongeriget Aksum.
Plinius den Ældre hævdede, at landet havde sit navn efter en person med navnet "Aethiops", som var søn af Hefaistos. Det græske personnavn blev fanget og brugt i ge'ezteksten Mats'hafa Aksum (Bogen om Aksum) fra 1400-tallet. Her fremstilles Ityopp'is som en ellers unævnt søn af Kusj, sønnesøn af Bibelens Noah, som skal have været grundlæggeren af byen Aksum. I den hebraiske tekst i Bibelen står der Kusj, og i nyere bibeloversættelser bruges Nubien.
Tidligere har landet og regionen været kendt som "Abyssinien", et navn som er afledt af Habesh, som er en gammelarabisk form for det etiopiske ord Ḥabaśāt. Den moderne form af ordet, Habesha, bruges fortsat om landets indbyggere. Det moderne arabiske ord Al-Ḥabashah betyder "habeshafolkets land".

## Geografi
Landet ligger på Afrikas Horn i den nordøstlige del af Afrika. Det grænser op til Djibouti, Eritrea, Kenya, Somalia, Sudan og Sydsudan. Den Blå Nil har sit udspring fra Tanasøen. Flere vigtige afgrøder stammer fra Etiopien. Blandt andet kaffe og durra. Siden Eritreas selvstændighed har Etiopien ikke længere nogen kystlinje. Arealet udgør 1.104.300 km2.
Den østafrikanske gravsænkning løber fra sydvest til nordøst gennem landet og deler landet i to højere bjergplateauer. I gravsænkningen, som typisk ligger over 900 moh, findes stepper, halvørken og frugtbare lavlandsområder i dalens bredde på 40–65 km. Bjergplateauerne er dannede ved vulkansk aktivitet, og de fleste bjerge er tidligere vulkaner. Den vulkanske landdannelse har ført til, at der findes flere indlandslavninger med indsøer uden afløb. Flere af byerne i landet, Addis Abeba, Aksum og Gonder, ligger på de høje bjergplateauer.
Det vestlige bjergplateau, som også er kendt som Det abyssinske plateau, strækker sig nord–syd i en længde af ca. 500 km. I dette område ligger hovedstaden Addis Abeba på Shewaplatæuet, ca. 2.500 moh. Det abyssinske plateau ender brat mod øst mod Danakilørkenen, og mod Sudanhøjsletten i vest. Etiopiens højeste bjerg Ras Dashen (4.550 moh) ligger i denne del af landet. Det samme gør verdensarvsområdet Simien nationalpark og Tanasøen, som er Den blå Nils kilde. Den blå Nil danner en markeret kløft, op til 1.400 m dyb, gennem lavalandskabet. Floden Omo strømmer syd over mod Turkanasøen. Floden Awash strømmer fra Addis Abeba øst over gennem Riftdalen mod Djibouti; flodens nedre del, som ender i en saltsø uden afløb, er et verdensarvsområde.
Laveste punkt er Danakil-dalen, 125 m under havets overflade.
Somaliplateauet, sydøst for Riftdalen, har sine højeste toppe (Tullu Demtu, 4.377 moh, og Batu, 4.307 moh) mod Riftdalen, og skråner mod sydøst. De vigtigste floder her er Shebele og Juba.

### Klima
Klimaet er tropisk. Højdeforskellene gør, at landet har tre forskellige klimazoner. Regnen falder i marts – april (den lille regntid) og juni – september (den store regntid). Resten af året er stort set tørt.
| Vejr for Addis Ababa, Etiopien                                                                        | Vejr for Addis Ababa, Etiopien | Vejr for Addis Ababa, Etiopien | Vejr for Addis Ababa, Etiopien | Vejr for Addis Ababa, Etiopien | Vejr for Addis Ababa, Etiopien | Vejr for Addis Ababa, Etiopien | Vejr for Addis Ababa, Etiopien | Vejr for Addis Ababa, Etiopien | Vejr for Addis Ababa, Etiopien | Vejr for Addis Ababa, Etiopien | Vejr for Addis Ababa, Etiopien | Vejr for Addis Ababa, Etiopien | Vejr for Addis Ababa, Etiopien |
| | Jan                            | Feb                            | Mar                            | Apr                            | Maj                            | Jun                            | Jul                            | Aug                            | Sep                            | Okt                            | Nov                            | Dec                            | År                             |
| --- | ------------------------------ | ------------------------------ | ------------------------------ | ------------------------------ | ------------------------------ | ------------------------------ | ------------------------------ | ------------------------------ | ------------------------------ | ------------------------------ | ------------------------------ | ------------------------------ | ------------------------------ |
| Gennemsnitlig maks °C                                                                                 | 23,5                           | 24,5                           | 25,4                           | 24,8                           | 25,2                           | 23,4                           | 20,7                           | 20,7                           | 21,7                           | 22,7                           | 23                             | 22,9                           | 23,21                          |
| Gennemsnitlig °C                                                                                      | 15,4                           | 16,6                           | 17,9                           | 17,9                           | 18                             | 17                             | 15,9                           | 15,8                           | 16,2                           | 15,7                           | 14,8                           | 14,9                           | 16,34                          |
| Gennemsnitlig min °C                                                                                  | 7,4                            | 8,7                            | 10,5                           | 11,1                           | 10,8                           | 10,6                           | 11,1                           | 11                             | 10,7                           | 8,7                            | 6,7                            | 7                              | 9,53                           |
| Gennemsnitlig nedbør mm                                                                               | 13                             | 30                             | 58                             | 82                             | 84                             | 138                            | 280                            | 290                            | 149                            | 27                             | 7                              | 7                              | 1,165                          |
| Kilde: [World Meteorological Organisation (UN)(nedbør), Climate-Data.org for gennemsnitstemperaturer] |                                |                                |                                |                                |                                |                                |                                |                                |                                |                                |                                |                                |                                |

| Vejr for Dire Dawa, Etiopien            | Vejr for Dire Dawa, Etiopien | Vejr for Dire Dawa, Etiopien | Vejr for Dire Dawa, Etiopien | Vejr for Dire Dawa, Etiopien | Vejr for Dire Dawa, Etiopien | Vejr for Dire Dawa, Etiopien | Vejr for Dire Dawa, Etiopien | Vejr for Dire Dawa, Etiopien | Vejr for Dire Dawa, Etiopien | Vejr for Dire Dawa, Etiopien | Vejr for Dire Dawa, Etiopien | Vejr for Dire Dawa, Etiopien | Vejr for Dire Dawa, Etiopien |
|                                         | Jan                          | Feb                          | Mar                          | Apr                          | Maj                          | Jun                          | Jul                          | Aug                          | Sep                          | Okt                          | Nov                          | Dec                          | År                           |
| --------------------------------------- | ---------------------------- | ---------------------------- | ---------------------------- | ---------------------------- | ---------------------------- | ---------------------------- | ---------------------------- | ---------------------------- | ---------------------------- | ---------------------------- | ---------------------------- | ---------------------------- | ---------------------------- |
| Gennemsnitlig maks °C                   | 27,2                         | 28                           | 30                           | 29                           | 31                           | 33,5                         | 32                           | 31                           | 29,9                         | 28,5                         | 27,5                         | 27                           | 29,55                        |
| Gennemsnitlig °C                        | 22,1                         | 23,1                         | 25,7                         | 26,2                         | 27,6                         | 28,4                         | 27,1                         | 26,1                         | 26,5                         | 25,7                         | 22,9                         | 21,5                         | 25,24                        |
| Gennemsnitlig min °C                    | 14                           | 15,5                         | 16,3                         | 20                           | 21,3                         | 22,4                         | 20,6                         | 20,1                         | 20,5                         | 19,5                         | 15,7                         | 15                           | 18,41                        |
| Gennemsnitlig nedbør mm                 | 15                           | 33                           | 67                           | 103                          | 55                           | 20                           | 80                           | 117                          | 60                           | 19                           | 17                           | 8                            | 594                          |
| Kilde (2012-06-30): [Levoyageur Weather |                              |                              |                              |                              |                              |                              |                              |                              |                              |                              |                              |                              |                              |

### Plantevækst
I højlandet findes træsavanne og kaffeplanter. I lavlandet veksling mellem tør savanne og ørken. Der findes tillige en del frodig løvskov.

### Dyreliv
Zoogeografisk tilhører Etiopien den etiopiske region, og mange karakteristiske afrikanske dyrearter som løver, giraffer, antiloper og hyæner findes her. Det findes 31 endemiske pattedyrarter i Etiopien, hvoraf 14 er regnet som sårbare eller truede. Abessinsk ræv (også kendt som simienræv og etiopiasjakal), bjergnyala (Tragelaphus buxtoni) og flikibis (Bostrychia carunculata) er sådanne arter.

## Demografi

### Befolkningsgrupper
Landet har mange forskellige befolkningsgrupper. Ifølge den officielle folketælling i 1994 er de to største etniske grupper amhara- (30 %) og oromo-folket (32 %). Flertallet af stammer er af semitisk eller kushitisk oprindelse, men der er også nilotiske og andre folkeslag.

### Sprog
Der tales 70-80 sprog med ca. 200 dialekter. Amhara-folkets sprog, amharisk, anvendes som nationalsprog og tales af alle uddannede etiopiere. Det er fra den semitiske sprogfamilie (som fx arabisk og hebræisk). Mere umiddelbart stammer amharisk fra ge'ez, også kaldet oldetiopisk, der går tilbage til Etiopiens oprindelse, Aksum-civilisationen. Geez var det dominerende skriftsprog i middelalderens Etiopien og helt indtil slutningen af 1800-tallet. Det bruges stadig af præster i etiopisk-ortodokse kirker, på samme måde som latin tales i katolske kirker. Geez skrives med sit eget alfabet, der også anvendes til amharisk og andre moderne etiopiske sprog.
Oromo-folkets sprog har kun en kort historie som skriftsprog og anvender det latinske alfabet.
Engelsk er Etiopiens "officielle internationale sprog", og anvendes på højere læreanstalter. Kun meget veluddannede etiopiere taler engelsk.

### Religion
Ifølge folketællingen i 1994 er der 61,6 % kristne, 32,8 % muslimer og 5,6 % "andre". De kristne tilhører primært Den etiopisk-ortodokse kirke, der er nært beslægtet med Egyptens Koptiske Kirke. Forskellige protestantiske kirker har dog også vundet indpas i senere år.

### Kalender
Etiopien anvender sin egen kalender baseret på den koptiske kalender. Året har i alt 13 måneder, heraf 12 med 30 dage og én kort måned med 5 dage (6 dage i skudår). Den 11. september er den første dag i det etiopiske år (12. september efter skudår). Etiopiens kalender opererer med et senere fødselstidspunkt for Jesus, så man er knapt 8 år "bagude" i forhold til den vestlige, gregorianske kalender. Således kunne etiopierne fejre "Etiopisk Nytår 2000" på datoen, der i Danmark kendes som d. 11. september 2007.
Nationaldagen er 28. maj, til minde om Dergs fald efter den etiopiske borgerkrig i 1991. Andre offentlige højtidsdage er juleaften (7. januar!), helligtrekongersdag (19. januar), mindedagen for slaget ved Adwa (1. marts), 1. maj, mindedagen for sejren over Italien i 1941 (5. maj) og nytår (11. september). Dertil kommer følgende bevægelige helligdage inden for islam og kristendommen: Id ul-Adha, Mawlid, Langfredag, 2. påskedag, Korsets ophøjelse og Id al-fitr.

## Historie

### Oldtidshistorie
De ældste kendte skeletter fra hominider, blandt andre tilhørende arten Ardipithecus ramidus og omkring 4,5 mio. år gammelt, er fundet i Etiopien.
Den ældste kendte statsdannelse i det, som i dag er Etiopien, er kongeriget Aksum, etableret ca. 400 f.Kr. af semitiske folkegrupper, som migrererede over Det Røde Hav fra den arabiske halvø. Før dette havde landet været inden for interessesfæren for egypterne. Aksum, der i dag ligger i Etiopiens nordlige Tigray-region, udgjorde en sofistikeret og magtfuld civilisation ca. 100 f.Kr. til 600. Aksums konger udvekslede ambassadører med Rom og Athen og havde en vigtig rolle i verdenshandlen. Aksums enorme obelisker skåret i klippesten vidner stadig i dag om Aksums storhed, og Aksum tildeles stor symbolsk værdi som vugge for den etiopiske kristendom. Kristendommen blev Etiopiens statsreligion allerede i første halvdel af 300-tallet. Aksum-riget gik i opløsning på 600-tallet. "Det salomonske dynasti" (som med støtte i kongesagaen Kebra Negest traditionelt har hævdet at nedstamme fra Menelik, søn af Jerusalems Kong Salomon og Dronningen af Saba kontrollerede landet indtil ca. 950 og blev i nogen hundrede år afløst af Zagwe-dynastiet.
En anden glansperiode i Etiopiens historie er Zagwe-dynastiet (ca. 900–1250) baseret i Lalibela, i dag en landsby i den centrale Amhara-region. Fra denne tid stammer en række imponerende kirker udskåret i klipper, komplet med flere etager, vinduer, støtter, endog tagrende udskåret i en og samme klippesten. Ca. 1268/1270 fik det salomonske dynasti igen magten og etablerede kejserriget Etiopien. Kejserriget vedvarede under samme dynasti indtil revolutionen i 1974.
Indtil hovedstaden Addis Abeba blev etableret i 1886, havde kejseren og hans hof været nomadisk og etableret sig der, hvor der var tilstrækkelige ressourcer. Kejserstaten oplevede fra omkring 1760 til 1855 en ustabil periode kendt som Zemene Mesafint, hvor statsmagten var begrænset og småkongedømmer kæmpede indbyrdes.

### Nyere historie
Det moderne Etiopien blev etableret fra 1855, i en periode præget af fire kejsere og et mellemspil med en kejserinde: Tewodros (1855–68), Yohannes 4. (1868–89), Menelik 2. (1889–1913), kejserinde Zewditu (1916–30) og Haile Selassie (1930–1974). Deres tid var både præget af en organisering af en moderne statsform, infrastruktur som jernbanebyggeriet 1897–1917 og etablering af diplomatiske forbindelser samt medlemskab i Folkeforbundet fra 1923. Perioden var også præget af konfrontationer med europæiske kolonimagter. Tewodros tog sit eget liv i 1868 for at undgå at blive taget til fange af en britisk undsætningsstyrke. Landet blev angrebet af Egypten i 1877 og af Italien i 1885 og 1895.
Etiopien blev under den italiensk-etiopiske krig 1935–41 okkuperet af Kongeriget Italien, som regnede Etiopien sammen med Somalia som en del af den italienske koloni Italiensk Østafrika. Etiopierne kæmpede først alene, men vandt krigen med britisk støtte efter 1940, da Italien og Storbritannien blev krigsmodstandere i Europa.
Efter beslutning i FN indgik Eritrea i en føderation med Etiopien i 1952. Føderationen blev udvidet til en fuld integration og etablering af Eritrea som landets fjortende provins. I 1951 trak englænderne sig ud af Eritrea og kejser Haile Selassie besatte Eritrea. Eritrea startede sin uafhængighedskrig i 1961. Krigen endte med løsrivelse og etableringen af et selvstændigt Eritrea i 1993.
I løbet af 1960-erne voksede modviljen mod det siddende regime i landet. Modviljen var begrundet med enevældet, klasseskel, korruption, behovet for en jordreform, håndteringen af krigen med Eritrea og kejserens fortielse af tørkekatastrofen i 1972–1974. Uroen førte i 1974 til optøjer og generalstrejke, og den 12. september tog en gruppe yngre officerer organiserede i gruppen Derg magten i landet. Derg havde i begyndelsen ingen klar idé om hvilken kurs, de skulle styre landet efter, men udviklede sig hurtigt til en marxistisk-leninistisk gruppe. Fra 1977 var landet Sovjetunionens vigtigste allierede i regionen. I 1987 fik landet en ny forfatning og blev nu en socialistisk folkerepublik med et-parti-styre. Derg gennemførte landreformer. Perioden med Derg og med den demokratiske folkerepublik (1987–1991) var præget af grænsekrige og indre strid, med flere oprørsgrupper. Efter Sovjetunionens fald kunne det marxistiske militærdiktatur ikke stå imod det indre folkelige pres, og i 1991 blev magten overtaget af EPRDF, en koalition af etnisk baserede oprørsgrupper. Den kommunistiske diktator Mengistus, hvis magt havde hvilet på Sovjetunions støtte, flygtede. Oprørsgrupper overtager magten i Etiopien. I juli dannes en overgangsregering. Ved folkeafstemning i 1993 blev Eritreas selvstændighed efter 30 års uafhængighedskrig og to års fred en realitet. Dermed mister Etiopien adgang til havet.
Statsminister Meles Zenawi fra TPLF, en af parterne i EPRDF, var en central politiker fra 1991, først som præsident fra 1991 til 1995 og der efter som statsminister fra til sin død i 2012. Under hans regime fik landet i 1995 en ny føderal grundlov, som understreger, at landet består af ulige etniske grupper i samarbejde. Denne statsmodel baseret på etnicitet har vakt interesse i andre afrikanske lande, som møder de samme problemer med hensyn til forholdet mellem stat og stammer, og har i Etiopien også reduceret amharernes dominerende position, til åbenbar fordel for det stærke TPLF, knyttet til tigreanerne.
I 1998 gik Etiopien i krig mod Eritrea om et område kaldet Badme. År 2000 blev Badme tilkendt Eritrea ved den internationale domstol, og Etiopien og Eritrea underskrev en fredsaftale den 12. december 2000 efter 2½ års grænsekrig.
Et omstridt valg i 2005 endte med massakrer mod demonstranter og massefængsling af oppositionspolitikere. EPRDF blev beskyldt for brud på menneskerettighederne, krænkelser mod den politiske opposition, og for at udøve en stærk statslig kontrol som i realiteten undergraver intentionerne om en føderalstat og etnisk selvstyre.

## Politik
Etiopien blev en socialistisk republik i 1974. I 1991 brød det kommunistiske styre sammen.
Etiopiens nuværende statsform er baseret på den nye grundlov fra 1995. Den nye grundlov er føderal, og bygger på de 9 etnisk baserede regioner. Formelt set har regionerne udstrakt selvstyre, men i realiteten er det meste kontrolleret fra den nationale regering, som udgår fra koalitionen EPRDF. Koalitionen blev stiftet af guerillagruppen TPLF fra Tigray i Nordetiopien, som indtog Addis Abeba efter, at det marxistiske militærdiktatur faldt i 1991. TPLF dominerer i praksis koalitionen og opretholder stærk kontrol over både centrale regeringsstrukturer, militæret, lokale administrationer, domstole og politi.
Statsminister Meles Zenawi fra TPLF blev valgt i 1995 og blev genvalgt i 2000, 2005 og 2010. Han sad til sin død i 2012.
Etiopiens parlament består af to kamre: et føderationshus (Yefedereshn Mekir Bet) med 112 medlemmer, som bliver udpegede af delstatsforsamlingerne for fem år, og et folkerepræsentanthus (Yehizbtewekayoch Mekir Bet) med 547 medlemmer, som vælges i direkte valg hvert femte år.
Etiopiens præsident har hovedsagelig ceremonielle opgaver. Præsidenten vælges hvert sjette år ved indirekte valg af parlamentet. Den nuværende præsident Taye Atske Selassie blev valgt i 2024.
Det nuværende regime bliver kritiseret for omfattende brud på menneskerettighederne, her under behandlingen af politisk opposition. Anklagerne omfatter brud på ytringsfrihed og pressefrihed, tortur, ulovlig fængsling, vilkårlige arrestationer og husransagelser, og forstyrrelse af fagforeninger.
Kritikken fra udlandet karakteriseres imidlertid som forsigtig: vestlige lande er mest optagne af at opretholde stabilitet i Etiopien af sikkerheds- og udviklingsmæssige grunde.
Ved valget i 2010 blev der registreret en forværring, hvor trusler og overvågning af vælgere var almindelig, og hvor regeringspartiet brugte statslige ressourcer i sit partis valgkamp. Oppositionspolitikere blev også angrebne og dræbt. Trosfriheden bliver tilsyneladende respekteret, i tråd med regimets politik om at landet består af flere ulige folkegrupper.
"EPRDF forsvarer sin egen politik med at landet har brug for stærk stat og et stærkt parti for at komme ud af fattigdommen. Centralt i statsminister Meles Zenawis retorik er ideen om udviklingsstaten. Denne tanke går ud på, at staten, styret af et dominerende parti, spiller en hovedrolle både i økonomien og i samfundet generelt, efter model fra blandt andre Sydkorea og Taiwan. Partiets udtalte mål er at sidde med magten til Etiopien er oppe på mellemindkomstsniveau, trolig inden for de næste 10 til 30 år.
Etiopien har behov for sådanne ambitiøse mål for at løse de alvorlige fattigdomsproblemer. Spørgsmålet er, om EPRDF, med sin dominerende og ekskluderende politik, klarer at skabe en vækst for etiopisk økonomi, som inkluderer alle samfundsgrupper. Til nu har regeringen fremmet en økonomi, hvor partiinteresser dominerer, og hvor statens ressourcer er med til at understøtte deres egen magt.
"Lovise Aalen, Fellesrådet for Afrika

### Politiske partier og valg
Det politiske system i landet er baseret på koalitioner mellem etnisk baserede partier. Den regerende koalition EPRDF består af fire politiske partier med baggrund i ulige regioner/folkegrupper: Oromo Peoples' Democratic Organization (OPDO) fra oromoere; Amhara National Democratic Movement (ANDM) fra amharer; South Ethiopian Peoples' Democratic Front (SEPDF) fra Region for sydlige nationer, nationaliteter og folk og Tigrayan Peoples' Liberation Front (TPLF) fra tigreanere. Også de seks partier, som samarbejder med koalitionen, er baserede på regionalitet og etnicitet.
Ved Etiopiens parlamentsvalg 2010 fik EPRDF-koalitionen 499 af de 547 pladser i parlamentet, partier som er allierede med EPRDF fik 46 pladser, oppositionsalliancen Medrek fik én plads, og en uafhængig repræsentant fik den sidste plads.
Flere af de sidste valg har været boykottet af oppositionen, "fordi de mente, at regeringen havde lavet valgregler, som gjorde det umuligt for andre at vinde frem". Under parlamentsvalget i 2010 blev flere potentielt stærke oppositionskandidater fængslede eller befandt sig i eksil under valget. Officielle og uofficielle observatører fra organisationer som Den europæiske union (EU) og Human Rights Watch meldte om en lang række initiativer for at stække modstandere og undertrykke medierne og civilsamfundet, herunder ved drab og trusler."

### Administrativ inddeling
Etiopien har siden 1996 været inddelt i 9 etnisk baserede regioner (flertal kililoch, ental kilil), og dertil 2 autonome byregioner knyttede til de to største byer Addis Abeba og Dire Dawa. Regionerne er videre inddelte i 68 zoner. Den videre inddeling er i omkring 500 woreda, og til sidst i et landsbyniveau kaldet kebele. Frem til 1991 fandtes en anden inddeling i 13 provinser.
1. Addis Abeba
2. Afar
3. Amhara
4. Benishangul-Gumuz
5. Dire Dawa
6. Gambela
7. Harar
8. Oromia
9. Somali
10. Region for sydlige nationer, nationaliteter og folk
11. Tigray

### Forsvars- og udenrigspolitik
Etiopien er medlem af FN, de fleste af FN's særorganisationer, Verdensbanken, Den afrikanske union, ACP, G24-landene, COMESA og Cotonou-aftalen.
Etiopien blev medlem af Folkeforbundet i 1923, og af FN fra oprettelsen. Landet samarbejdede tæt med Storbritannien frem til 1945 og med USA der efter. Etiopien var en af initiativtagerne til Organisationen for afrikansk enhed i 1963, og OAU's hovedkontor blev henlagt til Addis Abeba. Efter revolutionen i 1974 blev Etiopien officielt medlem af Organisationen af Alliancefri Nationer, men udviklede i realiteten tætte bånd til Sovjetunionen og dets allierede.
Efter regimeskiftet i 1991 fik landet udviklet tætte bånd til USA. USA er nu Etiopiens største bistandspartner, og Etiopien er en af USA's allierede i krigen mod terror. USA samarbejder med etiopisk efterretningsvæsen om at overvåge al-Qaida-medlemmer i nabolandet Somalia. Det er også kendt, at Central Intelligence Agency bruger hemmelige fængsler i Etiopien, såkaldte black site-fængsler, for at fængsle og afhøre uidentificerede fanger i krigen mode terror.
Etiopien har også gode relationer til Israel og Saudi-Arabien og undertegnede i 1999 en sikkerhedsaftale med Yemen – trolig på grund af fælles fjendskab med Somalia.
Etiopien har et anstrengt forhold til nabolandet Somalia på grund af pågående grænsestridigheder i Ogaden-området. Forholdet til Eritrea har gået i bølger; Eritrea blev indlemmet i Etiopien i 1950 på FN's og Italiens initiativ. Under og efter den eritreanske selvstændighedskrig var det et godt forhold mellem TPLF, som fik kontrol over Etiopien i 1991, og den eritreanske befrielsesbevægelse EPLF, som samme år overtog styringen af Eritrea, og den etiopiske regering bidrog til Eritreas selvstændighed i 1993. Den eritreisk-etiopiske krig 1998–2000 drejede sig tilsyneladende om grænsestridigheder, men kan have haft flere motiver. Grænsen mellem de to lande blev i årene 2000–2008 overvåget af UNMEE. Forholdet til nabolandet Sudan var længe spændt, fordi Etiopien støttede SPLMs kamp for et uafhængigt Sydsudan, men blev bedre mod slutningen af 1990-erne, og Sudan, Yemen og Etiopien har siden 2004 et samarbejde i en regional "antiterror-akse".
Militærudgifterne ligger (per 2009) på 1,2 % af BNP. Landet havde (per 2007) 525 kampfly, 20 kamphelikoptere og ca. 400 russisk producerede stridsvogne. Militærtjeneste er frivillig, og varer 16 måneder.

### Retsvæsen
Etiopiens retsvæsen er knyttet til regionerne/delstaterne. Straffesager behandles i lokale domstole med én dommer. Civilretslige sager og straffesager behandles på et mellemniveau, og der findes en højesteret i hver region. Det findes også en føderal appeldomstol og en føderal højesteret. Formand og næstformand for højesteret udnævnes af folkerepræsentanthuset efter forslag fra statsministeren. Shariadomstole findes for religiøse og familiære sager for de af indbyggerne, som er muslimer.

## Økonomi
Etiopiens økonomi er i stærk vækst, med omkring 11 % årlig vækst over de sidste 5 år (per januar 2010), hvilket gør landet til den 5. hurtigst voksende økonomi i verden. Den stærke vækst forklares med regeringens langsigtede infrastruktursatsning og med "satsningen på en husflidsorienteret jordbrugsbaseret industrialiseringspolitik. Store dele af befolkningen i landdistrikterne som tidligere kun producerede til eget forbrug, er gennem vejnettet blevet knyttet til markederne og producerer nu overskud for lokalt forbrug og eksport."»
Det meste af sysselsætningen er knyttet til landbruget i landdistrikterne. 50 % er sysselsatte i landbruget, 11 % i industri og 39 % i tjenesteydende næringer. Landet er specielt ved, at staten ejer al jord, som lejes ud på 99-årsbasis til indbyggerne. Industri findes særlig i Addis Abeba, men også i andre byer. Den voksende middelklasse i hovedstaden er et voksende marked for importvarer.

### Eksport
Etiopiens eksport bestod tidligere hovedsageligt af kaffe, som udgjorde op til 65 % af eksportindtægterne. På grund af en bevidst spredning af eksportproduktionen udgør kaffe per 2010 omkring 35 % af eksportindtægterne. Andre eksportprodukter er roser og andre gartneriprodukter, bomuld, læder- og skindprodukter, guld og khat.
De vigtigste eksportlande er Kina (13,3 %), Tyskland (10 %), Saudi-Arabien (7,6 %), USA (7,4 %), Nederlandene (6,5 %), Sudan (4,5 %) og Belgien (4,1 %). (2009)

### Naturressourcer
Etiopien antages at have store mineralforekomster, men det er kun guld, som udvindes i noget omfang. I mindre grad udvindes der platin, salt, kaliumklorid, kul og jernmalm. Landet har sandsynligvis uudnyttede ressourcer af petroleum og naturgas, særlig i sydvest, i grænseområderne mod Sudan, men omfanget af dette er endnu ikke kortlagt.
Landet har med sine højdeforskelle et betydelig potentiale for vandkraftproduktion, særlig Den Blå Nil. Store vandkraftværker er blandt andre Tana Beles-dæmningen i Den Blå Nil, Tekeze-dæmningen i en biflod til Nilen og Gilgel Gibe vandkraftværk i Omovandløbet.
Etiopiens energiforsyning er 90 % baseret på vandkraft. Årlig produktion (per 2007) var 3,46 milliarder kWh.

### Landbrug
Jordbruget står for 45–50 % af BNP, 85 % af sysselsætningen og 60 % af eksportindtægterne.
Vigtige landbrugsprodukter er korn, bælgfrugter, kaffe, sukkerrør, khat, kartofler, olieplanter og afskårne blomster.
Husdyrbruget er meget omfattende i dele af landet. I lavlandet i syd, sydøst og øst kan så mange som 7 millioner indbyggere være afhængige af pastoralisme, og husdyrholdet omfatter 35 millioner stk. kvæg, 25 millioner får og 18 millioner geder, (2003) hvilket også er grundlag for industri med huder.

### Samfærdsel
Den 784 km lange jernbanestrækning Ethio-Djibouti Railways mellem Addis Abeba og havnen i byen Djibouti blev bygget mellem 1897 og 1917, men har de sidste år ikke haft passagertrafik mellem Addis Abeba og Dire Dawa. Banen er under renovering. I 2012 startede byggeriet af 34 kilometer med dobbeltsporet bybane i Addis Abeba. Bybanen bliver normalsporet og elektrificeret og er forventet færdig i slutningen af 2015.
Havnen i Djibouti er vigtig for etiopisk eksport, særlig efter at Etiopien mistede adgang til havnene i Assab og Massawa som følge af krigen med Eritrea.
Vejnettet har de sidste par tiår været under hurtig udbygning, til en stor del finansieret ved udenlandske lån. Det transafrikanske hovedvejsnet forbinder Addis Abeba med Nairobi i Kenya og Khartoum i Sudan.
De vigtigste flyvepladser er Bole internationale lufthavn ved Addis Abeba og Aba Tenna Dejazmach Yilma internastionale lufthavn ved Dire Dawa; 25 mindre flyvepladser betjener den indenlandske flytrafik. Det statsejede flyselskab Ethiopian Airlines har både indenrigske og internationale/interkontinentale flyruter.

### Bedriftsstruktur og ejerforhold
Både Folkerepublikken Kina og Indien forøger sine investeringer i Etiopien. Udenlandsinvesteringerne er vokset betydeligt i de sidste fem år. Dette gælder ikke bare landbrugssektoren, men også inden for minedrift og industri som tekstilproduktion, olie (i Ogaden og Gambella), guld, skind og huder (herunder skoproduktion) og bilproduktion. Landet er under pres fra WTO med tanke på privatisering, men myndighederne holder fortsat igen i liberaliseringen i en række sektorer som banker, energiforsyning og telekommunikationer.

### Bankvæsenet
De etiopiske banker og forsikringsselskaber blev nationaliserede efter revolutionen i 1974. Siden midten af 1990-erne har der været mulighed for at etablere private banker og forsikringsselskaber igen, og disse dækker (per 2005) 20 % af lånemarkedet. Hele den private banksektor er på etiopiske hænder, og regeringen forfægter stærkt, at det bør fortsætte således.
Etiopias nationalbank er centralbank.

### Turisme
Turismen i Etiopien er i vækst, og landet har både attraktiv natur og flere gamle kulturminder fra tidligere højkulturer, hvilket afspejles i Etiopiens ni verdensarvområder. Turismen udgør sammen med samfærdsel den største andel af tjenesteydende næringer, og anslås per 2011 at kunne blive 500.000 turister årlig. I 2014 blev Ethiopian Tourism Organisation (ETO) etableret af regeringen i samarbejde med FN's Udviklingsprogram (UNDP). ETO's formål er at udvikle turisme-relaterede projekter og styrke rejselivsnæringen for på den måde at bidrage til økonomisk vækst.

### Uddannelsesvæsen
Skolesystemet i Etiopien består af 8-årig barneskole, 2-årig ungdomsskole og 2-årig videregående skole. Skolegang er gratis, men ikke obligatorisk; 83 % af børnene går i skole, men kun 38 % fuldfører grundskolen, mens 43 % af børn mellem 5 og 14 år arbejder. 17 % af ungdommen går i videregående skole, mens 1,6 % tager en højere uddannelse. Landet har 6 universiteter og flere private og offentlige højskoler. Universitetet i Addis Abeba blev grundlagt i 1950.
Historisk set har den etiopisk-ortodokse kirke haft kontrol over lærdomssektoren i landet, men fra 1900-tallet blev skolevæsenet sekulariseret. 57 % af befolkningen er analfabeter, men blot 50 % af landets unge er det.

### Massemedia
Selv om ytringsfrihed er fastslået i grundloven, er censur fra myndighedernes side vanlig, med arrestationer af journalister, og censur af udenlandske internetsider og nyhedsprogrammer. Organisationen Reportere uden grænser rangerer Etiopien som nummer 139 af 178 lande på sin pressefrihedsindeks for 2010, blandt andet på grund af voksende kontrol med journalister i forbindelse med valgene i maj 2010. Det rapporteres også om, at en journalist i Voice of America blev udvist i juni 2010 for at have meldt, at myndighederne havde udført en massakre mod 70 civile i Ogadenområdet.
Landet har 9 radiostationer, hvoraf 8 sender på AM-nettet og én på kortbølgenettet. Det statsejede Ethiopian Television Company startede sendinger i 1964, og sender i dag i to kanaler. De sender på fem nationale sprog, fransk, arabisk og engelsk. På grund af lav læsefærdighed er der få aviser i landet. Addis Zemen skrives på amharisk, og var tidligere officielt organ for Etiopiens arbejderparti. Andre aviser er Addis Fortune, ugeavisen Capital Ethiopia og Ethiopian Reporter. Ugeavisen Yeroo udgives i Oromiaregionen, og kan ses som en oppositionsavis. Mestawet Ethiopian Newspaper er et månedstidsskrift for etiopiere i USA.
Ifølge tal fra FN er der 1,6 aviser per 1.000 indbyggere, 1 % har en computer, 0,5 % har internetilgang og 2,4 % har mobiltelefon.

### Helse og levekår
Etiopien scorer ekstremt dårligt på de fleste levekårsindekser, og på FN's Liste over land efter HDI er landet nummer 157 af 169 (2011). Ifølge tal fra FN lever 44 % af indbyggerne under national fattigdomsgrænse, 41 % er underernærede, og 39 % lever i ekstrem fattigdom.
Kombinationen af tørkekatastrofer (i 1972–74, 1984–85, 1991–92, 1994, 1999 og 2003), borgerkrig 1974–91 og krig med Eritrea 1998–2000 har gjort, at store dele af befolkningen lever på et eksistensminimum. I dele af landet opstår tørke med påfølgende humanitære katastrofer relativt regelmæssigt. Dette gælder særlig Somaliregionen, de sydlige dele av landet og i Amhara- og Tigrayregionen. Når regnen så kommer, er oversvømmelser et almindeligt problem, især i de sydlige og østlige dele af landet. Blot 38 % af indbyggerne har tilgang til rent vand.
Folketallet i Etiopien er hastigt voksende, og ventes at passere 100 millioner indbyggere inden for overskuelig tid. Den årlige befolkningsvækst er på 3,2 %, hvilket er den 8. hurtigste befolkningsvækst i verden. Gennemsnitlig levealder er vokset fra 45 år i 1991 til 56 år i 2010, og børnedødeligheden er halveret i den samme periode. Gennemsnitlig levealder på 56 år giver en rangering som nummer 195 af 221 lande i 2011.
Gennemsnitlig føder hver kvinde 6 børn, mens spædbørnsdødeligheden er så stor som 7 %, hvilket var den 17. højeste spædbørnsdødelighed i verden i 2011.
Man mangler data for udbredelsen af HIV/AIDS.

### Kvinders stilling
Kvinders stilling i Etiopien er først og fremmest udfordret af generel fattigdom. En anden helserisiko er tidlige giftemål; selv om der er en 18-årsgrænse for at indgå ægteskab, viser tal fra 2004, at 30 % af piger mellem 15 og 19 år var gift, enker eller skilt. Dette giver tidlige svangerskaber og stor risiko for mødredødsfald ved fødsler.
Kvindelig omskæring praktiseres blandt mange folkegrupper i Etiopien, tilsyneladende uafhængigt af religion. Bruderov med tilhørende voldtægt praktiseres i nogen regioner. Polygami er forbudt.

### Civile organisationer
Religion og folkegruppe er de vigtigste faktorer i landets sociale struktur.
Selv, om der er grundlovsfæstet organisationsfrihed, er organisationer i praksis underlagt tæt kontrol, og organisationer, som modtager udenlandsk støtte, har, i henhold til en lov fra 2009, ikke ret til at beskæftige sig med spørgsmål knyttet til politiske rettigheder eller menneskerettigheder.
Det er omkring 300.000 fagforeningsmedlemmer i Etiopien, hvoraf mere end 203.000 er medlemmer af Confederation of Ethiopian Trade Unions. Det lave antal, set i forhold til folketallet, kan forklares med den beskedne industrialisering. Fagforeninger havde en sen start i landet, fordi det blev set som oprørsk i kejserriget. Myndighederne vedtog i 1962 en lov, som tillod fagforeninger, og anerkendte i 1963 den første fagforening. Den daværende militærjunta udskiftede i 1978 og 1982 ledelsen i fagforeningen, fordi de anså den for at sabotere, og ikke anerkende princippet om demokratisk centralisme. Fagforeningerne er pr 2010/2011 under streng kontrol fra myndighederne, som påberåber sig retten til at overprøve indmelding i fagforeninger. Der har ikke været (lovlige) strejker i landet siden 1993.

## Kultur